# Рамаяна
Рама́яна (санскр. रामायण, «подорож Рами») — епос,  частина індуїстського канону (смріті), що отримала своє остаточне оформлення між IV ст. до н. е. — ІІ. н. е. 

## Поділ на книги
На відміну від Махабхарати, Рамаяна є порівняно струнким цілим з композицією та розгортанням сюжету. Індійські поетики називають міфічного автора Рамаяни — Вальмікі — «першим поетом» (адікаві), а саму Рамаяну — першим художнім епосом (кав'я). В Рамаяні вже чітко виступають риси творчого методу пізнішого стилю кав'я: насиченість викладу ліризмом; ретельне виписування картин природи, які часто набувають символічного характеру; безліч стилістичних прикрас — порівнянь, поетичних тропів і постатей, багатозначних висловів, здійснюють принцип «подвійного сенсу» (дгвані).
Епічна поема складається з 24 тисяч віршів (шлок), об'єднаних у 7 книг (канд): 
1. Бала-Канда - книга про дитинство Рами (героя Рамаяни).
2. Айодг'я-канда - книга про царський двір в Айодх'ї.
3. Аран'я-канда - книга про життя Рами в лісовій пустелі.
4. Кішкіндга-канда - книга про союз Рами з мавпячим царем в Кішкіндге.
5. Сундара-канда - «Прекрасна книга» про острів Ланка - царство демона Равани, викрадача дружини Рами - Сіти.
6. Юддга-канда - книга про битву мавпячого війська Рами з військом демонів Равани.
7. Уттара-Канда - «Заключна книга».

Основною фабулою є історія царственого вигнанця Рами та його вірної дружини Сіти, їхнє життя в лісовому усамітненні, викрадення Сіти царем лютих духів (ракшасів) Раваною, пошуки її Рамою, його союз із мавпячим царем, облога острова Ланка — царства Равана, бій мавп із ракшасами і єдиноборство Рами з десятиголовим Раваною, його перемога, звільнення Сіти і розлука із нею Рами.

## Короткий зміст

### Книга Айодх'ї
Рама та Сіта прожили в подружжі 12 років. На той час Дашаратха зістарився і висловив бажання коронувати Раму, на що згодилася рада Косали й піддані. Напередодні великої події Кайкеї, ревнощі якої підбурювала покоївка Мантхара, зажадала двох дарів, обіцяних колись давно Дашаратхою — вигнати Раму в пущу на 14 років, а престол передати синові Кайкеї Бгараті. У царя розривалося серце, але він змушений був дотримати царської обіцянки й виконати жадання Кайкеї. Рама прийняв батькове веління з абсолютною покорою й спокійним самонтролем, властивим йому впродовж усього епосу. З ним у вигнання пішли Сіта та Лакшмана. Коли він попросив Сіту не йти за ним, вона відповіла: «пуща, де ти живеш, для мене Айодх'я а Айодх'я без тебе для мене справжнє пекло». Як лише Рама пішов, цар Дашаратха, неспроможний здолати горе, відійшов на той світ. Тим часом, про події в Айодх'ї дізнався Бгарата, який тоді відвідував свого вуйка. Він відмовився скористатися наслідками маминих інтриг, відшукав Раму в пущі, й попросив його повернутися на царство. Але Рама твердо вирішив виконати батькове веління щодо слова й відмовився. Бгарата, проте, захопив із собою Рамині сандалі, помістив їх на троні й правив тільки як регент Рами.

### Лісова книга
Рама із Сітою та Лакшманою пішли на південь вздовж русла річки Ґодаварі. Вони побудували для себе хижі й жили плодами землі. В лісі Панчаваті їм зустрілася жінка-ракшаса Сурпанакха, сестра Равани. Спочатку вона спробувала спокусити братів, а, зазнавши невдачі, заповзялася убити Сіту. Лакшмана її зупинив, відтявши у неї ніс та вуха. Довідавшись про це її брат-демон Хара, організував напад на принцесу, але Рама зумів знищити Хару й підвладних йому демонів. 
Звістка про події досягла вух Равани, й він заповзявся знищити Раму, спочатку полонивши Сіта за допомогою ракшаси Маріча. Маріча прийняв подобу золотого оленя й заполонив увагу Сіти. Заворожена красою оленя, Сіта звернулася до Рами з благанням упіймати його. Рама розумів, що все це витівки демонів, але не зміг відговорити Сіту від забаганки, й, урешті-решт, він погнався за оленем у лісові хащі. Через якийсь час Сіта почула, що Рама гукає її. Злякавшись за життя чоловіка, вона наполягла на тому, щоб Лакшмана чимскоріш біг йому на допомогу. Лакшмана намагався переконати її, що Рама нездоланний, а тому для нього краще виконувати Рамин наказ і охороняти Сіту. Сіта в істериці наполягала на тому, що не вона, а Рама потребує допомоги. Нарешті він згодився, але за умови, що вона не покидатиме хижі й не впускатиме жодних незнайомців. Коли шлях звільнився, з'явився Равана у личині аскета й попросив у Сіти притулку. Сіта впустила його, не здогадуючись про хитромудрий план свого гостя, і, як наслідок, лихий Равана силою забрав її.
Гриф Джатаю намагався врятувати Сіту, але отримав смертельну рану. Равана відніс Сіту на острів Ланка, де її тримали під охороною ракшасів. Равана вимагав від Сіти одружитися з ним, але навічно вірна Рамі Сіта відмовилася. Рама з Лакшманою довідалися про викрадення Сіти від Джатаю, і негайно ж вирушили на порятунок. Під час пошуків вони зустріли жінку-аскета Шабарі, яка направила їх до Суґріви та Ханумана.

### Книга Кішкіндхи
Дія відбувається в цитаделі мавп Кішкіндха. Там Рама з Лакшманою зустрічаються з Хануманом, найвеличнішим із мавпячих героїв, прихильником Суґріви — опального претендента на трон Кішкіндхи. Рама заприятелював із Суґрівою й допоміг йому перемогти брата Валі та повернути собі царство. Щоб віддячити Рамі за допомогу Суґріва розсилає у всі чотири кінці світу пошукові загони, які повертаються із півночі, сходу та заходу без успіху. Південний пошуковий загін під проводом Анґада та Ханумана довідався від грифа на ймення Сампаті, що Сіту забрали на острів Ланка.

### Прекрасна книга
Прекрасна книга (Сундара канда) — серце Рамаяни. В ній з подробицями розповідається про пригоди Ханумана. Довідавшись про Сіту, Хануман набрав велетенських розмірів і перестрибнув через океан на острів Ланка. Там він вивчив місто демонів і встановив слідкування за Раваною. Йому вдалося встановити місцезнаходження Сіти - в гаю Ашоки, де її домагається погрозами Равана зі своїми демонами. Хануман вселяє в Сіту віру, віддавши їй Рамину каблучку з печаткою. Він пропонує віднести її назад до Рами, але вона відмовляється, бо не бажає, щоб її торкалася інша особа чоловічої статі, крім Рами. Вона говорить, що Рама повинен прийти власною персоною і помститися за ганьбу, яку їй довелося знести при викраденні.
Тоді Хануман влаштував великий бешкет на Ланці, викорчовуючи дерева, зносячи будівлі, вбиваючи вояків Равани. Врешті-решт, він дозволив схопити себе і постав перед Раваною. Він сміливо вичитав Равані, закликаючи його звільнити Сіту. Його приговорили до страти й підпалили йому хвіст, але він вирвався із пут і, перестрибуючи з даху на дах, розніс вогонь і влаштував пожежу у всій цитаделі, а потім перестрибнув на континент. Пошуковий загін повернувся до Кішкіндхи з радісною звісткою.

### Книга про битву
В книзі описана битва між силами Рами та Равани. Отримавши звіт від Ханумана, Рама й Лакшмана із союзниками вирушили до берега моря. Там до них приєднався брат-ренегат Равани Вібхішана. Мавпи будують міст через океан, яким принци зі своїми військами переправляються на Ланку. В результаті тривалої битви Рама вбиває Равану. й віддає трон Ланки Вібхішані. 
Зустрівшись із Сітою, Рама попросив її пройти через випробовування вогнем (аґні парікша) як доказ своєї чистоти, оскільки вона так довго залишалася в палаці демона. Коли полум'я жертовного вогнища огорнуло Сіту, бог вогню Аґні виніс її, неушкоджену, до трону, тим самим підтвердивши її чистоту. 
Коли 14 років вигнання завершилися, Рама із Сітою та Лакшманою повернулися до Айодх'ї, де його коронували на царство.

### Завершальна книга
В книзі описується подальше життя Рами, Сіти та Раминих братів. Після коронації сплинуло багато років. Однак, незважаючи на випробування вогнем, містом поповзли чутки про чистоту Сіти. Під впливом громадської думки Рама вигнав Сіту в ліс, де вона знайшла притулок в ашрамі мудреця Валмікі. Там вона народила двох хлопчиків, назвавши їх Лава та Куша. Сини виросли, не відаючи про своє походження, і стали учнями Валмікі. 
Валмікі склав Рамаяну  і навчив Лаву та Кушу співати її. Згодом, Рама влаштував церемонію ашвамедха яджня (пожертвування коня), на яку прийшли Валмікі з Лавою та Кушею. Хлопці проспівали Рамаяну перед царем та його великим двором. Під час розповіді про заслання Сіти, Раму охопило горе, й Валмікі привів Сіту. Сіта закликала свою матір Землю прийняти її, й земля розступилася, а Сіта зникла під нею. Тоді Рама довідався, що Лава та Куша його сини. Згодом з'явився посланець богів і повідомив, що Рамине завдання в цій інкарнації завершене. Рама повернувся в небесне царство. 
Вважається, що Завершальна книга (Уттара канда) була додана до початкової розповіді Валмікі пізніше.

## Екранізація
- Сампурна Рамаяна, 1958 р.,  реж. М.А. Вену, в гол. ролі Н.Т. Рама Рао
- Сампурна Рамаяна, 1961 р., 183 хв., реж. Бабубхай Містрі
- Сампурна Рамаяна, 1971 р.,  реж. Бапу
- Весілля (Сваямвар) Сіти, 1976, 98 хв., реж. Бапу.
- Ігри (Пригоди) Господа Рами, 1977, 96 хв.,  ( Sri Raam Vanavas, K. Kameshwar Rao, 137 min.)
- Лав і Куш, 1963 р, 132 хв., реж. Ч. Пуллая
- Лав і Куш/ Lav Kush, 1997 р, 169 хв., Режисер: В. Мадхусудан Рао / V. Madhusudan Rao
- Kanchana Sita. 1977 р., 87 хв.,  реж. Г. Аравіндан
- Sri Rama Rajyam. 2011 р., 170 хв., реж. Бапу
- Рамаяна, 1988 р., серіал 78 сер. по 35 хв., реж. Рамананд Сагар
- Лав Куш, 1988 р., серіал 39 сер. по 27 хв., реж. Рамананд Сагар (продовження)
- Рамаяна, 2008 р., серіал 300 сер. по 20 хв., реж. Субхаш Сагар
- Ramayan: Sabke Jeevan Ka Aadhar. Рамаяна, 2012 р., серіал 56 сер., реж. Мінакші Сагар, ремейк серіалу 1988 р.